# پارشیم (ناحیه)
پارشیم (به آلمانی: Landkreis Parchim) یک ناحیه در آلمان است که در مکلنبورگ-فورپومرن واقع شده‌است. پارشیم ۹۵٬۷۹۸ نفر جمعیت دارد.